# Žiga Živko
Žiga Živko, slovenski nogometaš, * 21. julij 1995.
Živko je profesionalni nogometaš, ki igra na položaju branilca. Od leta 2024 je član slovenskega kluba Lenart. Ped tem je igral za slovenske klube Maribor, Veržej in Nafto 1903, madžarski ZTE in avstrijski TuS Rein. Skupno je v prvi slovenski ligi odigral tri tekme in dosegel en gol, v drugi slovenski ligi pa 111 tekem in štiri gole. Z Mariborom je osvojil naslov slovenskega državnega prvaka v sezonah 2013/14 in 2014/15 ter SuperPokal v letih 2013 in 2014. Leta 2010 je odigral eno tekmo za slovensko reprezentanco do 16 let.